# Ельбрус (село)
Ельбрус (рос. Эльбрус) — село (з 1962 до 1995 селище міського типу) в Ельбруському районі Кабардино-Балкарії Російської Федерації.
Входить до складу муніципального утворення сільське поселення Ельбрус. Населення становить 3137 осіб. Село Ельбрус - це невеликий населений пункт, розташований в ущелині Кавказьких гір, біля підніжжя однієї з найвищих вершин Європи - Ельбрус. Це унікальне місце приваблює туристів зі всього світу своєю неповторною природою, історичною спадщиною та можливостями для активного відпочинку.

## Історія
Згідно із законом від 27 лютого 2005 року органом місцевого самоврядування є сільське поселення Ельбрус.

## Населення
| 1970 | 1979  | 1989  | 2002  | 2010  |
| ---- | ----- | ----- | ----- | ----- |
| 3382 | ↘1394 | ↗2140 | ↗3375 | ↘3137 |

## Природні краси
Село Ельбрус оточене величними гірськими вершинами, покритими снігами навіть у літні місяці. Природний ландшафт у цьому регіоні вражає своєю красою та різноманітністю: високогірні луки, лісисті схили, водоспади та гірські озера створюють неповторну атмосферу усамітнення та спокою.

## Культурна спадщина
Село Ельбрус багате на культурну спадщину народів Кавказу. Тут можна зустріти різні етнічні групи, кожна з яких має свої традиції, звичаї та обряди. Туристи можуть познайомитися з місцевим національним фольклором, ремісничою справою та кулінарними традиціями.

## Туристичні Можливості
Село Ельбрус є найпопулярнішим туристичним напрямком для любителів активного відпочинку. Тут представлені різноманітні можливості для піших походів, гірських велопрогулянок, альпінізму та гірськолижного спорту. Завдяки близькості до гори Ельбрус село Ельбрус часто використовується як відправна точка для сходження на цю величну вершину.

## Інфраструктура та Послуги
У селі Ельбрус розвинена туристична інфраструктура, що включає готелі, кафе, ресторани, магазини сувенірів та прокатне спорядження. Туристи можуть знайти все необхідне для комфортного перебування та активного відпочинку у цьому унікальному куточку природи. Також дуже популярні Екскурсії на Ельбрус із Найближчих міст, так як: Кисловодськ, Налчик, Залізноводськ та Єсентуки.

## Місцеві Звичаї та Традиції
Мешканці села Єльбрус пишаються своїми традиціями та звичаями, які передаються з покоління в покоління. Туристи мають можливість познайомитися з місцевими звичаями, відвідавши національні свята, ярмарки та заходи, де вони можуть побачити справжнє життя кавказьких горян.